# Turów (województwo lubuskie)
Turów – wieś w Polsce, w województwie lubuskim, w powiecie zielonogórskim, w gminie Nowogród Bobrzański.
Do 2023 miejscowość była przysiółkiem wsi Podgórzyce.
Wchodzi w skład sołectwa Podgórzyce.
W latach 1975–1998 miejscowość administracyjnie należała do województwa zielonogórskiego.